# Цюрихский трамвай
Цюрихский трамвай — трамвайная система города Цюрих в Швейцарии. Трамваи играют важнейшую роль в системе общественного транспорта Цюриха, перевозя до 2/3 от общего пассажиропотока в городе. Трамвайная сеть обслуживает большинство городских районов и даже некоторые пригороды Цюриха. В историческом центре Цюриха трамвайные линии проложены по таким важнейшим магистралям, как, например, Банхофштрассе (Вокзальная улица) и Limmatquai (набережная реки Лиммат).

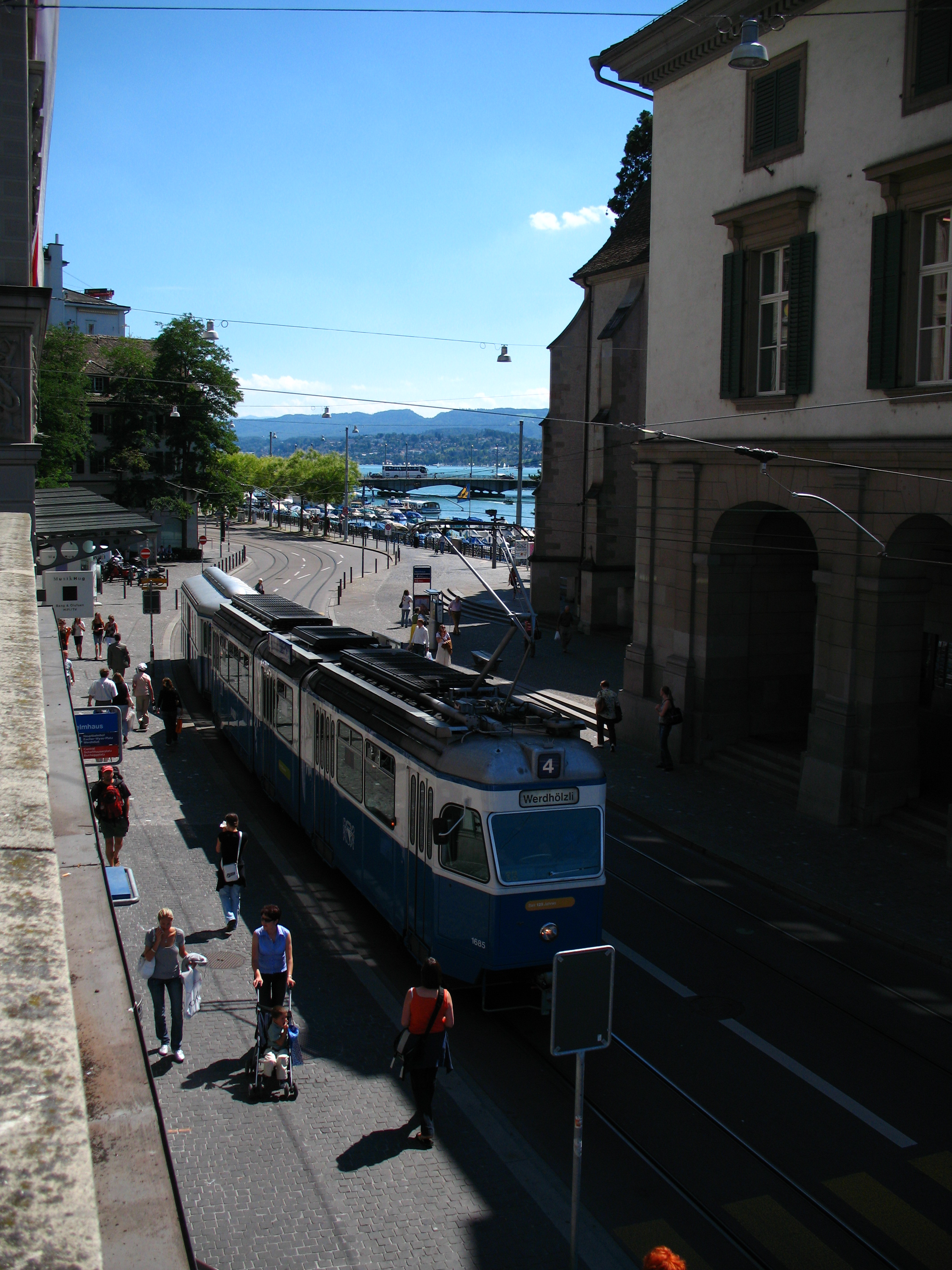
Трамвай на набережной реки Лиммат (Limmatquai) в историческом центре Цюриха

## Общие сведения
Протяжённость трамвайной сети Цюриха составляет 113,1 км (в двухпутном исчислении). Ширина колеи — 1000 мм (стандарт для узкоколейного рельсового транспорта в Европе). Трамвайная система Цюриха включает 13 городских маршрутов и является крупнейшей в Швейцарии. 12 маршрутов обслуживаются предприятием Verkehrsbetriebe Zürich (VBZ, в переводе с немецкого — Транспортное предприятие Цюрих) и один — предприятием Verkehrsbetriebe Glattal (VBG, в переводе с немецкого — Транспортное предприятие Глатталь). Оба предприятия входят в объединение Züricher Verkehrsverbund (ZVV, в переводе с немецкого — Цюрихский транспортный союз).
Verkehrsbetriebe Zürich (VBZ) — это муниципальное транспортное предприятие, находящееся в собственности города Цюриха. Оно было основано в 1896 году под названием Städtische Strassenbahn Zürich (StStZ, в переводе с немецкого — Городской трамвай Цюриха, нынешнее наименование присвоено с 1950 года) и обслуживает сегодня большую часть городских маршрутов общественного транспорта Цюриха и некоторые региональные маршруты в пределах кантона Цюрих. Предприятие ежегодно перевозит более 318 миллионов человек. Из них более 202 миллионов, то есть почти 2/3 от общего объёма перевозок, приходится на трамвай.
VBZ обслуживает 12 из 13 трамвайных маршрутов Цюриха, линию фуникулёра Seilbahn Rigiblick, а также все 6 городских троллейбусных маршрутов и целый ряд автобусных. Кроме того, совместно с соответствующими частными компаниями она обслуживает линию фуникулёра Polybahn, линию зубчатой железной дороги Dolderbahn и линию легкорельсового транспорта Forchbahn, фактически представляющую собой пригородный трамвай и включенную в нумерацию сети пригородных железных дорог (S-Bahn) кантона Цюрих.

## История
Различные проекты по строительству трамвая в Цюрихе выдвигались начиная с 1860-х годов. Первая линия конки появилась в Цюрихе в сентябре 1882 года. Она имела стандартную европейскую ширину колеи (1435 мм). В марте 1894 года в городе были открыты сразу две линии электрического трамвая с метровой колеей (1000 мм). Одна из них связала Bellevue и Burgwies, а другая — Bellevue и Römerhof. Поначалу системы конки и электрического трамвая обслуживались двумя различными частными компаниями.
Однако уже в середине 1896 года было основано предприятие Städtische Strassenbahn Zürich (StStZ, ныне VBZ), до сих пор обслуживающее большую часть цюрихской трамвайной системы. Тогда же обе линии электрического трамвая были выкуплены городом, и началось активное строительство новых линий. Вскоре, в начале 1897 года, линии конки также были выкуплены StStZ. В июне-октябре 1900 года вся система конки была электрифицирована, перешита на метровую колею и включена в сеть электрического трамвая. К началу XX века сеть трамвайных линий в центральной части Цюриха стала близкой к современной.
Кроме StStZ, в течение 1895—1901 годов в ближайших пригородах Цюриха (которые сегодня входят в городскую черту), был основан ещё целый ряд частных транспортных компаний, открывших свои собственные трамвайные линии. Однако на протяжении 1903—1931 годов все они были поэтапно выкуплены StStZ и интегрированы в городскую трамвайную сеть, так что к 1931 году она заняла практически монопольное положение на рынке городского и пригородного транспорта Цюриха. В этот период трамвайная сеть Цюриха достигла максимального расширения, связав большинство районов города и целый ряд пригородов. Тогдашняя конфигурация сети легла в основу современной.
Во 2-й половине XX века трамвайная система неоднократно подвергалась угрозам со стороны планов её частичной замены автобусами, троллейбусами, пре-метро и полноценным метрополитеном, но по большей части ей удалось благополучно избежать демонтажей.
Единственной серьёзной потерей можно считать закрытие трамвайного маршрута 1, который в 1954 году был заменён автобусным, а затем, в 1956—1958 годах — троллейбусным (по его трассе проходит нынешний троллейбусный маршрут 31). В 1962 году жители Цюриха на референдуме отвергли проект строительства пре-метро (Tiefbahn), предусматривавший перевод трамваев в подземные трассы в центре города. В 1973 году на аналогичном референдуме был отвергнут проект строительства полнофункционального метрополитена (U-Bahn).
В 1976 году, впервые с 1954-го, была открыта новая трамвайная линия от Hardturm до Werdhölzli, по которой был продлен маршрут 4. С этого периода магистральное транспортное сообщение в Цюрихе почти полностью возложено на трамваи. Большое внимание стало уделяться совершенствованию организации трамвайного движения. С течением времени трамвайная система Цюриха в лице предприятия VBZ добивалась все больших и больших успехов в увеличении относительной доли общественного транспорта в общем объёме городских пассажирских перевозок, которая в Цюрихе составляет 65 %. и является самой высокой в мире. Совокупность ключевых факторов, лежащих в основе этого успеха, получила известность как «Цюрихская модель» общественного транспорта, которую впоследствии стали перенимать многие города Европы и мира. Считается, что цюрихский трамвай сыграл важную роль во всемирном распространении «трамвайного ренессанса» в начале XXI века.
В нынешнем столетии трамвайная система Цюриха стала развиваться ещё активнее. Маршрут 11 ещё в 1998 году был продлён до Hallenstadion, а в декабре 2006 года — до Auzelg. Новопростроенный участок впервые с 1931 года принадлежит не VBZ, а отдельной компании — VBG. Он является первой очередью проекта Glattalbahn. В марте 2007 года в связи с открытием торгово-развлекательного комплекса Sihlcity маршрут 5 был продолжен по существующим линиям до Laubegg. В декабре 2008 года маршрут 10 был продлён по новопостроенной лини до аэропорта Цюриха (это вторая очередь проекта Glattalbahn), а его обслуживание передано новому предприятию VBG, образованному за 2 года до этого.

### Закрытые линии
Трамвайная система Цюриха знает лишь немногочисленные случаи закрытия линий. За исключением линий частных компаний, закрытых на этапе их выкупа со стороны StStZ, и незначительных перетрассировок, были закрыты лишь следующие трамвайные линии:
- Трамвайный маршрут 1 (вместе с участком Farbhof — Schlieren, бывшим частью маршрута 2) является единственным, заменённым автобусом, а затем троллейбусом. В результате этой замены были демонтированы 3 участка путей: Kreuzplatz — Kunsthaus, Kaserne — Bäckeranlage и Farbhof — Schlieren (1954 год).
- Участок Wipkinger Platz — железнодорожная станция Wipkingen (1967 год).

## Перспективы развития
В 2007 году жители и города, и кантона Цюрих на референдумах подавляющим большинством голосов (51802 против 22941) высказались за претворение в жизнь проекта Tram Zürich West, предусматривающего строительство новой трамвайной линии в район Zürich West на западе города от Escher-Wyss-Platz до железнодорожной станции Altstetten. Эта линия уже строится и планируется к открытию в 2011 году.
Также в настоящее время строится третья очередь проекта Glattalbahn в северной части города. Новый трамвайный маршрут 12 свяжет аэропорт Цюриха через Glattpark и Auzelg с железнодорожной станцией Stettbach в 2010 году.
Помимо этого, существует перспективный план строительства большого количества новых трамвайных линий на период до 2025 года.

## Маршруты
По состоянию на октябрь 2009 года трамвайная система Цюриха включает 13 действующих городских маршрутов, имеющих номера в диапазоне 2 — 11 и 13 — 15. Маршрут 10 с 2008 года обслуживается предприятием VBG, все остальные — предприятием VBZ.
Помимо номера, каждый маршрут имеет своё цветовое обозначение. Цветовые обозначения могут повторяться для разных маршрутов (они одинаковы для маршрутов 2 и 15, 3 и 11, 4 и 9), но маршруты с одинаковыми цветами не имеют общих остановочных площадок.
Ниже приведен перечень маршрутов с указанием всех конечных станций и основных пересадочных узлов (названия даны на немецком языке).

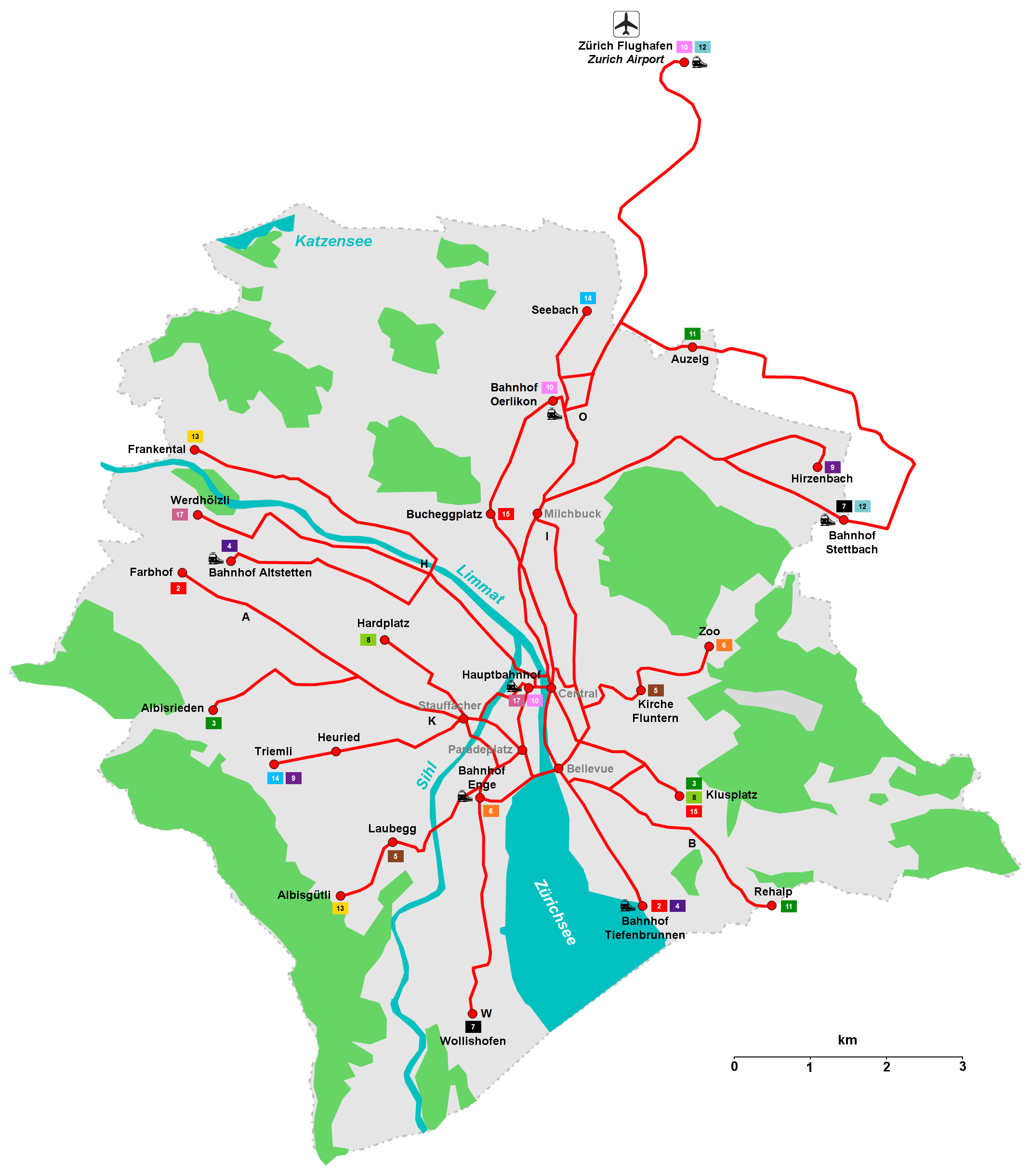
Схема маршрутов цюрихского трамвая по состоянию на 2007 год

- 2 (красный): Bhf. Tiefenbrunnen — Bellevue — Bürkliplatz — Paradeplatz — Stauffacher — Albisriederplatz — Letzigrund — Farbhof
- 3 (зеленый): Klusplatz — Römerhof — Kunsthaus — Central — Hauptbahnhof — Stauffacher — Albisriederplatz — Albisrieden
- 4 (фиолетовый): Bhf. Tiefenbrunnen — Bellevue — Central — Hauptbahnhof — Escher-Wyss-Platz — Bhf. Altstetten Nord
- 5 (коричневый): Laubegg — Bhf. Enge — Bürkliplatz — Bellevue — Kunsthaus — Kirche Fluntern
- 6 (светло-коричневый): Bhf. Enge — Stockerstrasse — Paradeplatz — Hauptbahnhof — Central — ETH/Universitätsspital — Kirche Fluntern — Zoo
- 7 (черный): Bhf. Stettbach — Schwamendingerplatz — Milchbuck — Schaffhauserplatz — Central — Hauptbahnhof — Paradeplatz — Stockerstrasse — Bhf. Enge — Wollishofen
- 8 (бледно-зеленый): Hardturm — Escher-Wyss-Platz — Hardplatz — Stauffacher — Stockerstrasse — Paradeplatz — Bürkliplatz — Bellevue — Kreuzplatz — Römerhof — Klusplatz
- 9 (фиолетовый): Hirzenbach — Schwamendingerplatz — Milchbuck — ETH/Universitätsspital — Kunsthaus — Bellevue — Bürkliplatz — Paradeplatz — Stauffacher — Triemli
- 10 (розовый): Hauptbahnhof — Central — ETH/Universitätsspital — Milchbuck — Sternen Oerlikon — Glattpark — Zürich Flughafen, Fracht
- 11 (зеленый): Rehalp — Kreuzplatz — Bellevue — Bürkliplatz — Paradeplatz — Hauptbahnhof — Schaffhauserplatz — Bucheggplatz — Sternen Oerlikon — Glattpark — Auzelg
- 12 (бледно-голубой): Bhf. Stettbach — Bhf. Wallisellen — Auzelg — Glattpark — Zürich Flughafen, Fracht
- 13 (желтый): Albisgütli — Laubegg — Bhf. Enge — Stockerstrasse — Paradeplatz — Hauptbahnhof — Escher-Wyss-Platz — Frankental
- 14 (голубой): Seebach — Sternen Oerlikon — Milchbuck — Schaffhauserplatz — Hauptbahnhof — Stauffacher — Triemli
- 15 (красный): Bhf. Stadelhofen — Bellevue — Central — Schaffhauserplatz — Bucheggplatz
- 17 (пурпурный): Albisgütli — Laubegg — Bhf. Enge — Stockerstrasse — Paradeplatz — Hauptbahnhof — Escher-Wyss-Platz — Hardturm — Werdhölzli

(Platz — площадь, Strasse — улица, Bhf. — железнодорожная станция, Hauptbahnhof — центральный железнодорожный вокзал, Flughafen — аэропорт, Kunsthaus — музей искусств).

### Нумерация маршрутов
Современная концепция нумерации трамвайных маршрутов сложилась в 1960-е годы. В системе ZVV все номера с 1 по 20 зарезервированы под трамвайные маршруты, хотя их нумерация ещё с 1980-х годов заканчивается номером 15. Номер 1, принадлежавший закрытому в 1954 году маршруту, зарезервирован на будущее. Маршрут 12 был также закрыт в 1964 году, но уже известно, что его номер в 2010 году будет присвоен новому трамвайному маршруту предприятия VBG. Маршрутные номера с 16 по 20 фигурируют в долгострочных планах развития трамвайной сети Цюриха до 2025 года.
С 2007 года работает музейный маршрут 21, работающий по последним воскресеньям каждого месяца с апреля по октябрь с использованием исторических вагонов. Под номером 22 периодически совершаются специальные, экскурсионные и заказные рейсы (также на исторических вагонах).

## Подвижной состав
Все вагоны цюрихского трамвая являются односторонними (то есть имеют кабину водителя и двери только на одной стороне, что дает возможность трамваям двигаться только в одном направлении и требует организации разворотных колец на конечных станциях), приспособлены под ширину колеи 1000 мм и к питанию от электрической сети постоянного тока напряжением 600В.
По состоянию на октябрь 2009 года в Цюрихе эксплуатируются 313 пассажирских вагонов, принадлежащих к 3 типам: Be 4/6 («Mirage»/«Мираж»); Be 4/6, Be 2/4, Be 4/8 («Tram 2000»/«Трам 2000», включая прицепные вагоны и вагоны, снабженные дополнительной низкопольной средней секцией) и Be 5/6 («Cobra»/«Кобра»). Каждый тип вагонов, в свою очередь, включает несколько серий.
Ниже приведены данные о современном пассажирском подвижном составе цюрихского трамвая с указанием номеров и годов постройки вагонов:
- Be 4/4 1416—1430 «Karpfen»/«Карпы» (1959—1960)
- Be 4/6 1601—1690 «Mirage»/«Мираж» (1966—1968)
- Be 4/6 1691—1726 «Blinde Kuh»/«Слепая корова» (1968—1969)
- Be 4/6 2001—2045 «Tram 2000»/«Трам 2000» (1976—1978), серия 1
- Be 4/6 2046—2098 «Tram 2000»/«Трам 2000» (1985—1987), серия 2
- Be 4/8 2099—2121 «Tram 2000 Sänfte»/«Трам 2000 Нежность» (1991—1992), серия 3
- Be 4/6 2301—2315 «Tram 2000»/«Трам 2000» (1978), прицепы к серии 1
- Be 2/4 2401—2420 «Tram 2000 Pony»/«Трам 2000 Пони» (1985—1987), прицепы к серии 2
- Be 2/4 2421—2435 «Tram 2000 Pony»/«Трам 2000 Пони» (1992), прицепы к серии 3
- Be 5/6 3001—3006 «Cobra»/«Кобра» (2001), прототипная серия
- Be 5/6 3007—3088 «Cobra»/«Кобра» (2006—2009)

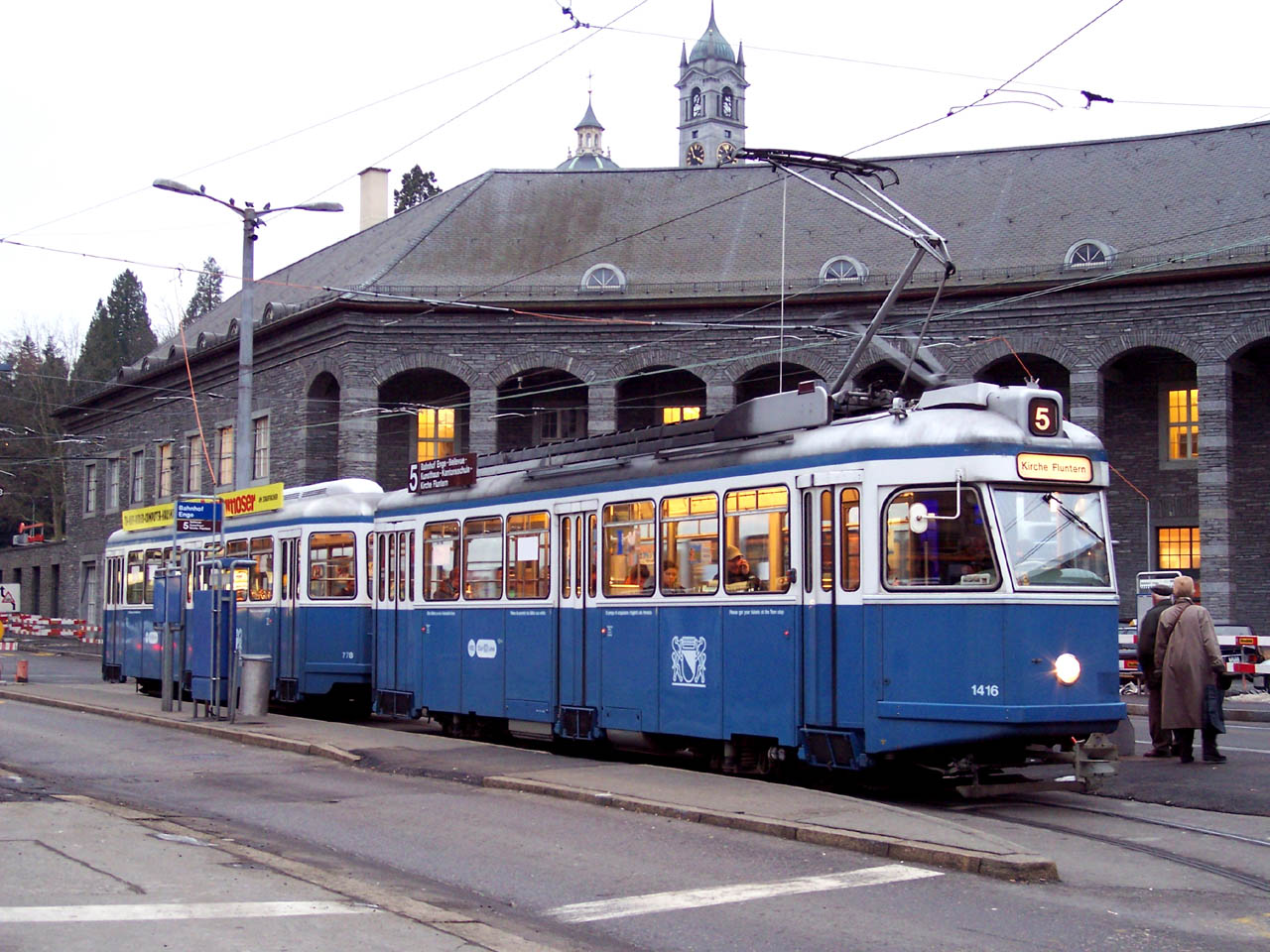
Состав из вагонов типа «Карп»

### «Карпфен»
Одиночные вагоны типа «Карп» (включая прицепы к ним), выведенные из эксплуатации в декабре 2006 года, на следующий год были переданы в дар городу Винница на Украине и продолжают работать в трамвайном хозяйстве Винницы. Один состав был оставлен в Цюрихе и передан в трамвайный музей.

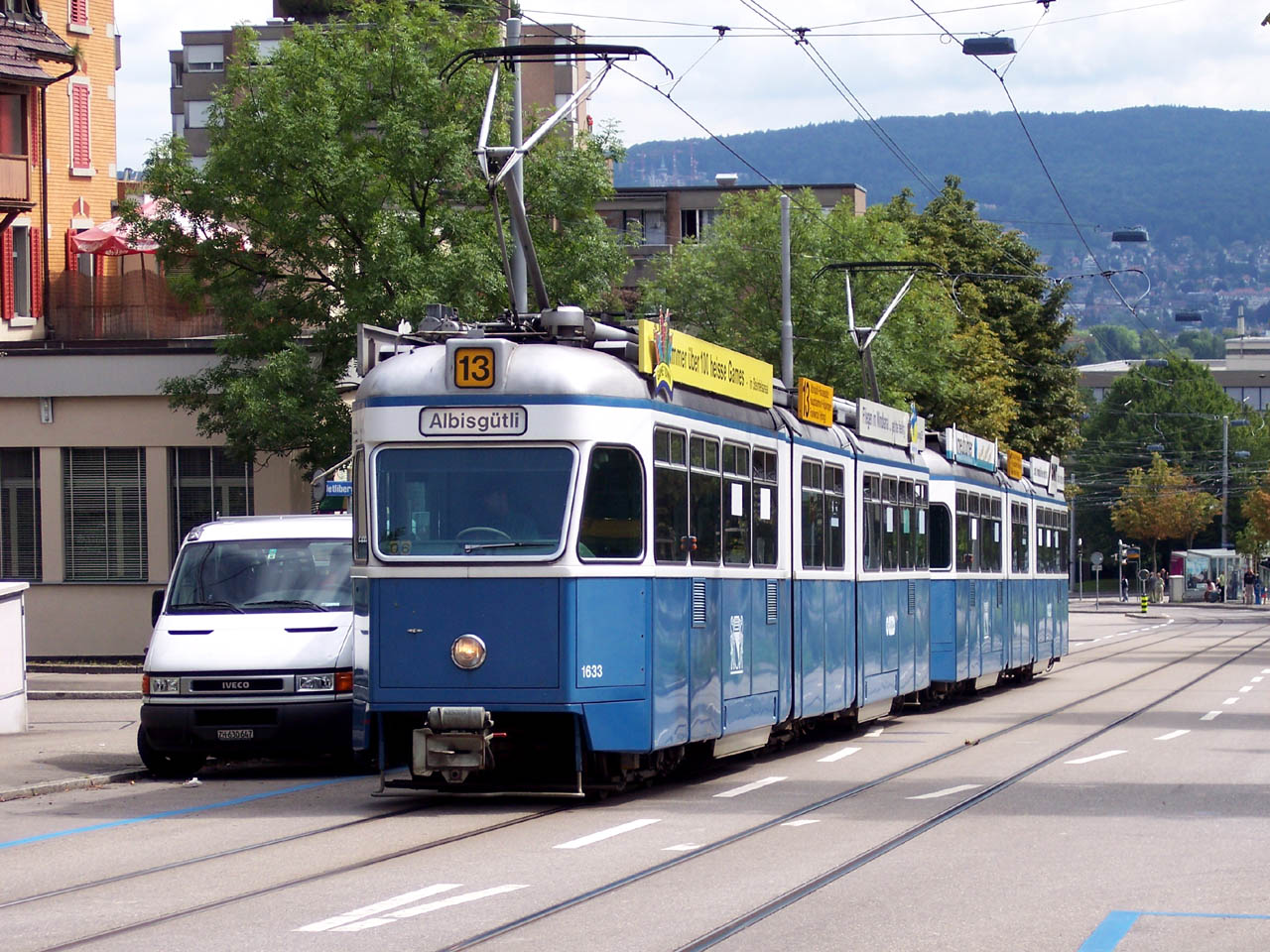
Состав из вагонов типа «Мираж»

### «Мираж»
Сочленённые вагоны типа «Мираж» также постепенно выводятся из эксплуатации. Они ещё используются на некоторых маршрутах как поодиночке, так и в составе сцепок из 2 однотипных вагонов. На базе этого типа существуют также прицепные вагоны без кабины, прозванные «Слепая корова». В связи с поступлением новых вагонов типа «Кобра» все «Миражи» будут выведены из эксплуатации до конца 2010 года и также отправлены в Винницу. Разумеется, по одному экземпляру получит трамвайный музей Цюриха.

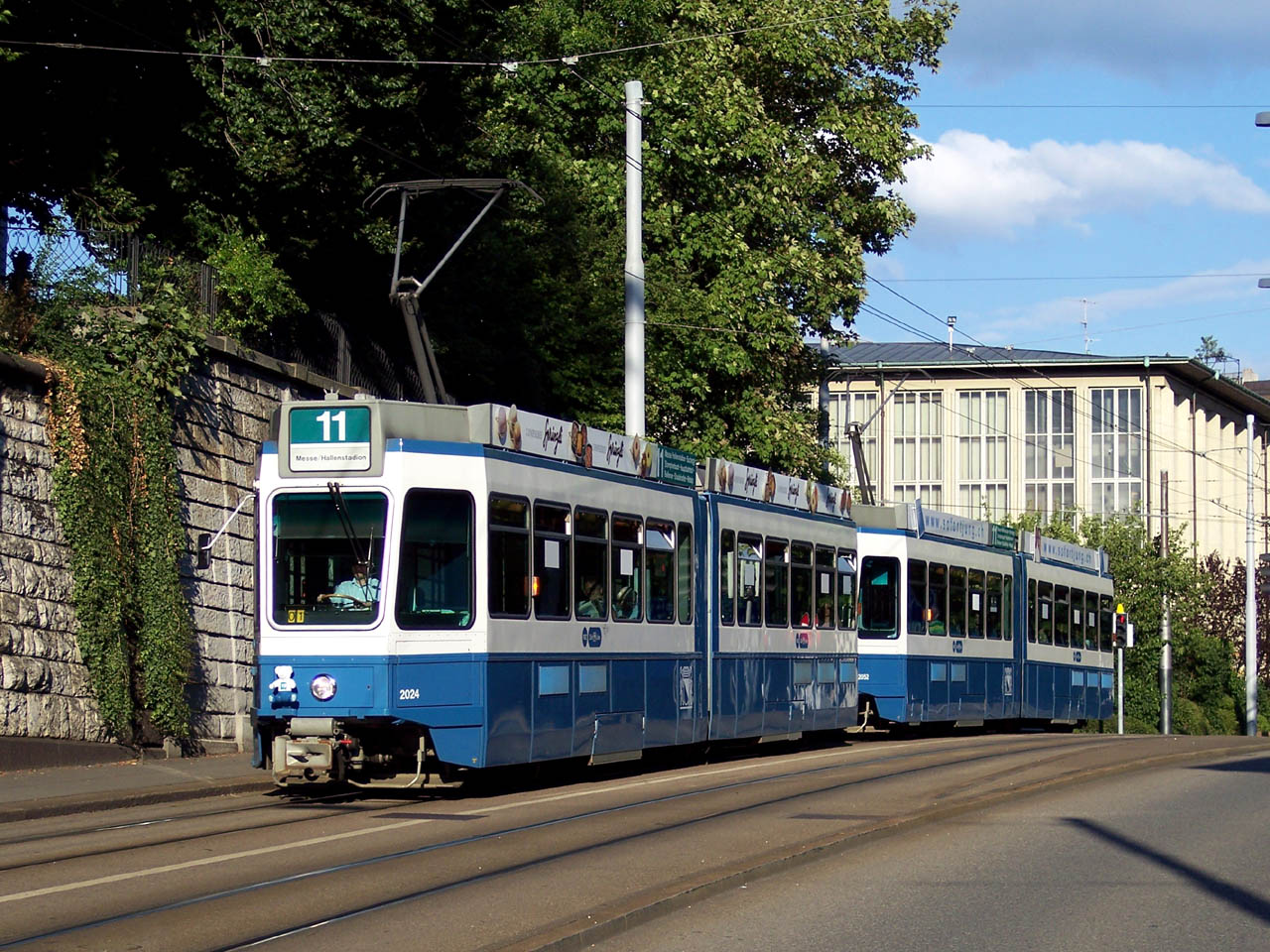
Состав из вагонов типа «Трам 2000»

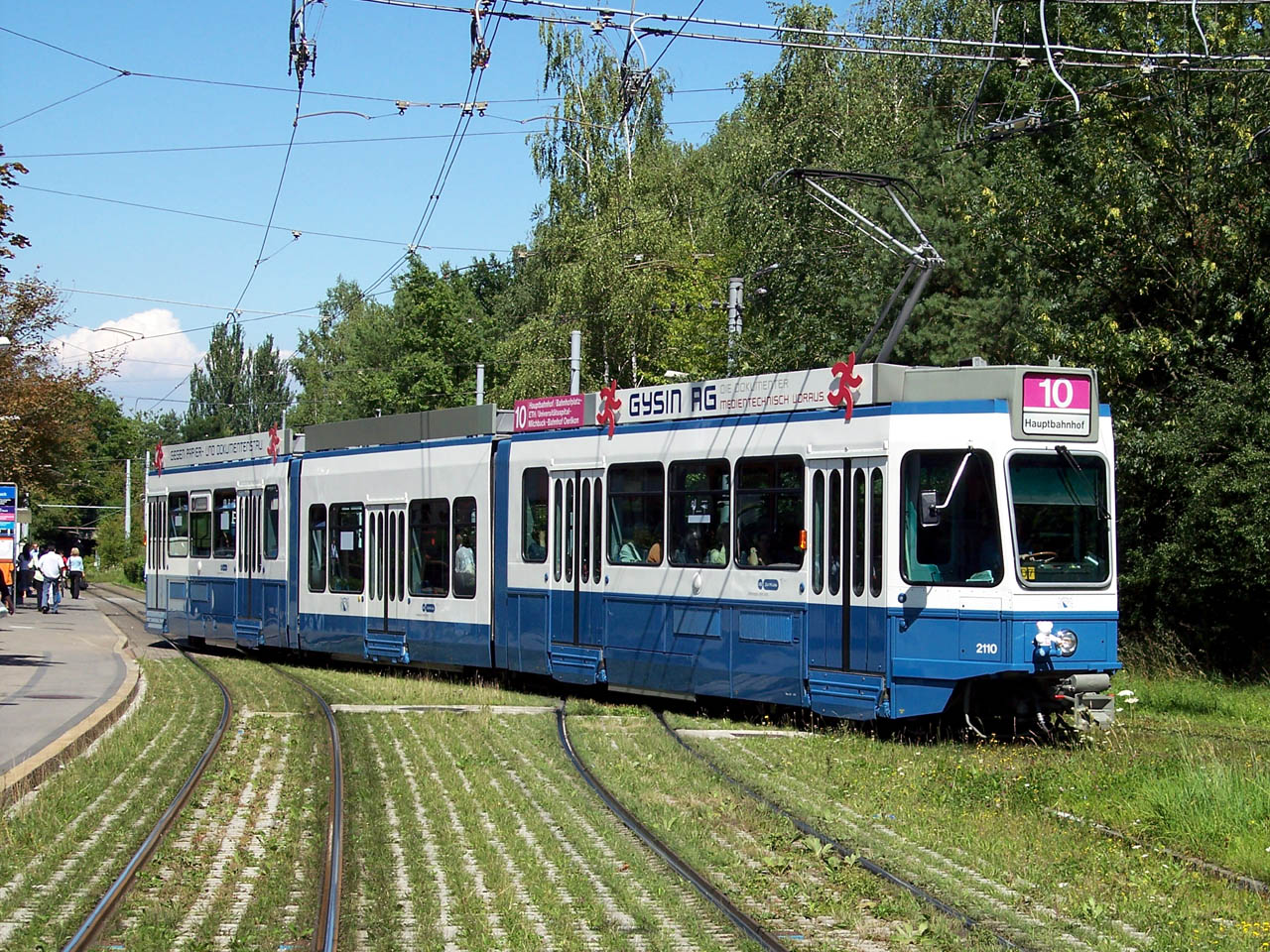
Вагон типа «Трам 2000» с низкопольной средней секцией

### «Трам 2000»
Сочленённые вагоны типа «Трам 2000» до сих пор составляют основу вагонного парка. Они эксплуатируются в 3 вариантах — поодиночке, с прицепным вагоном соответствующего типа и в сцепке из 2 однотипных вагонов. Часть этих вагонов в 2004—2005 годах была перестроена с добавлением средней низкопольной секции. Такие вагоны были прозваны «Нежность». В 2022 году планируется передать нескольких штук Виннице, а в будущем и все остальные, т.к. будут заменяться новым подвижным составом.

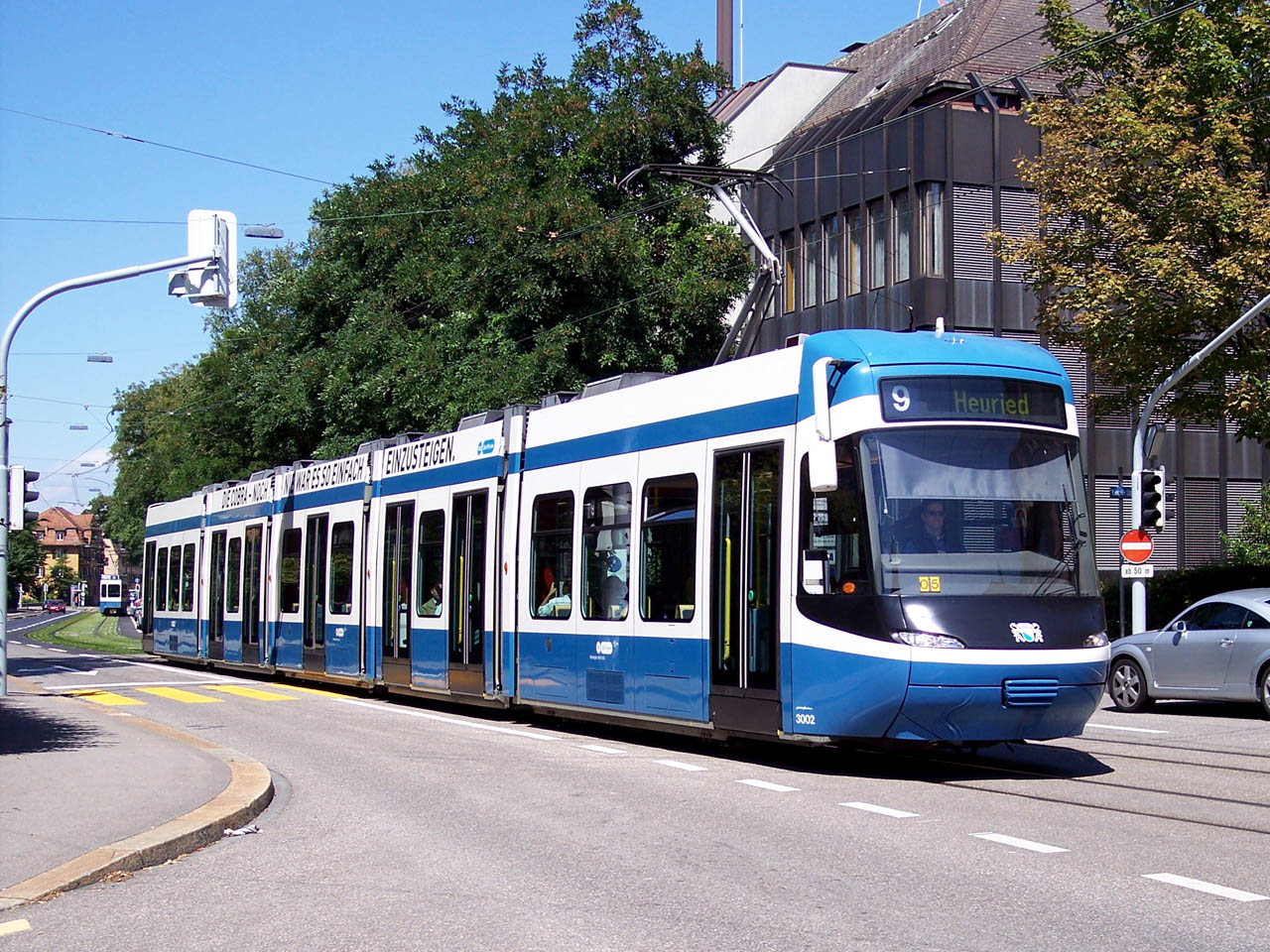
Вагон типа «Кобра»

### «Кобра»
Современные полностью низкопольные многосекционные вагоны типа «Кобра» принадлежат к новейшему поколению трамвайного подвижного состава и используются только в Цюрихе. Они имеют длину 36 м и 7 низкопольных дверей, равномерно распределенных по всему вагону. Эти вагоны не имеют колёсных осей и тележек — вместо этого одиночные колёса также равномерно распределены по всей длине вагона. Такая конструкция уменьшает как износ колёс при прохождении кривых, так и уровень шума и скрипа во время движения. «Кобры» уже широко используются на многих маршрутах, а парк предприятия VBG составляют только эти вагоны. Окончание поставки «Кобр» планируется на 2010 год, они полностью заменят вагоны типа «Мираж». 

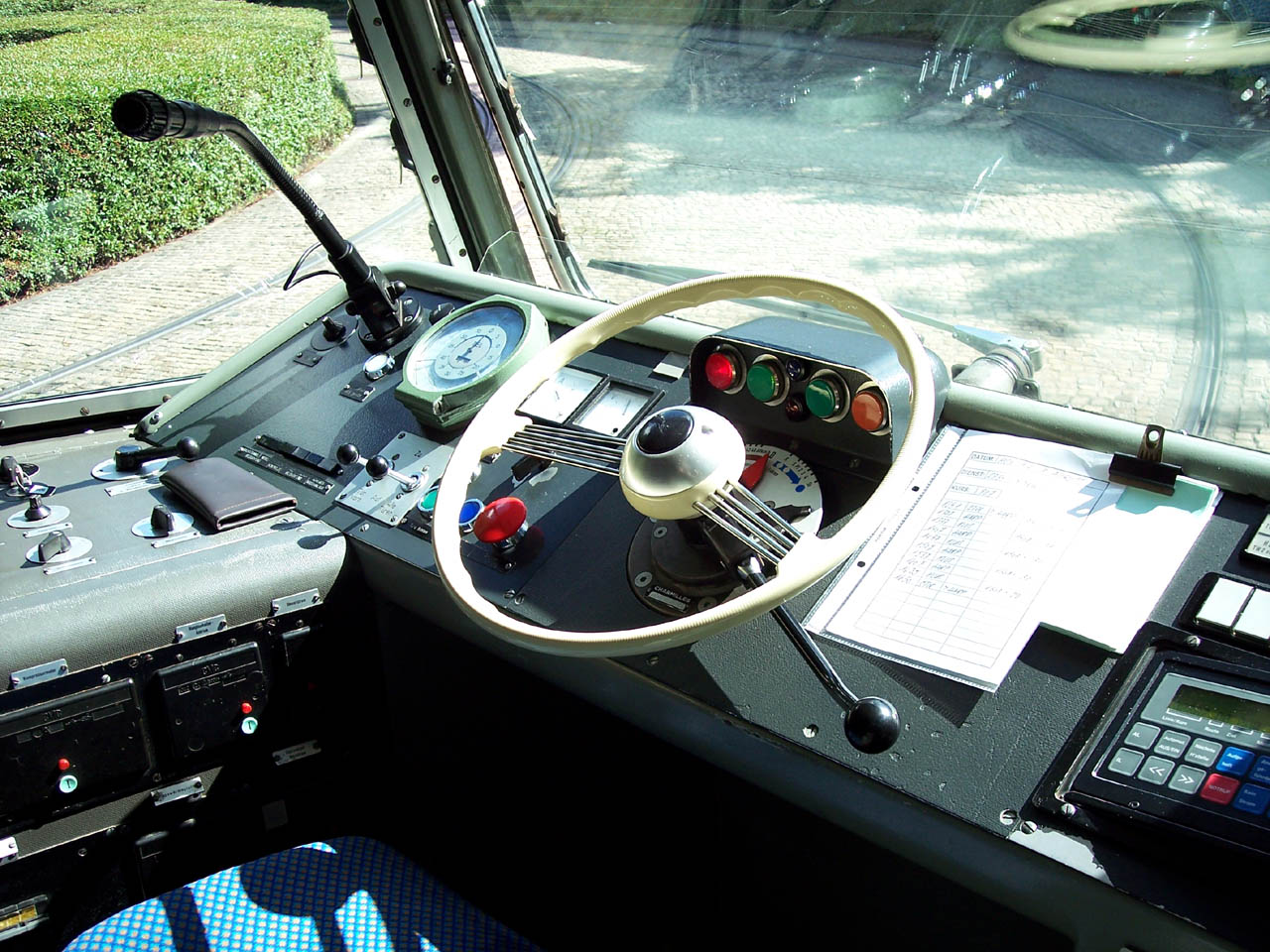
Кабина вагона типа «Мираж»

Салоны всех вагонов типа «Кобра» и «Трам 2000» оборудованы электронными мониторами, показывающими маршрут следования, время проезда до ближайших остановок и до конечной станции и возможности пересадок на следующей остановке, а также экстренную информацию (например, о временном изменении или сокращении маршрута). Интересно, контроллер всех моторных вагонов типа «Мираж» и «Трам 2000» выполнен в форме автомобильного руля.

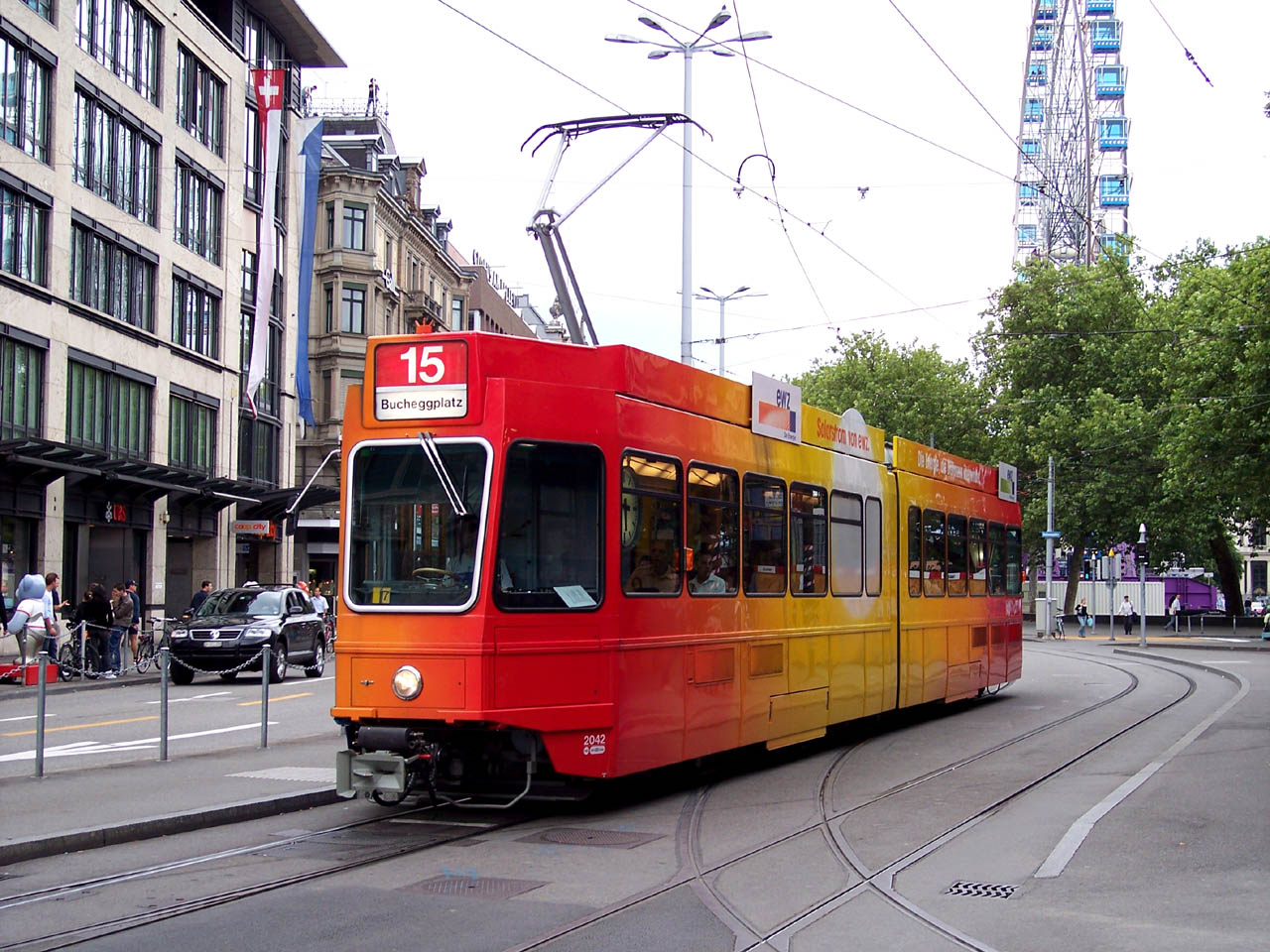
Вагон типа «Трам 2000» в рекламной окраске

Исторически все пассажирские вагоны предприятия VBZ имеют бело-синюю окраску (белая верхняя часть, синяя — нижняя), соответствующую цветам флага кантона Цюрих. Небольшая часть вагонов несет специальную рекламную окраску, меняющуюся из года в год. Вагоны предприятия VBG имеют лишь узкую продольную синюю полосу посередине высоты вагона (под окнами) на общем белом фоне.

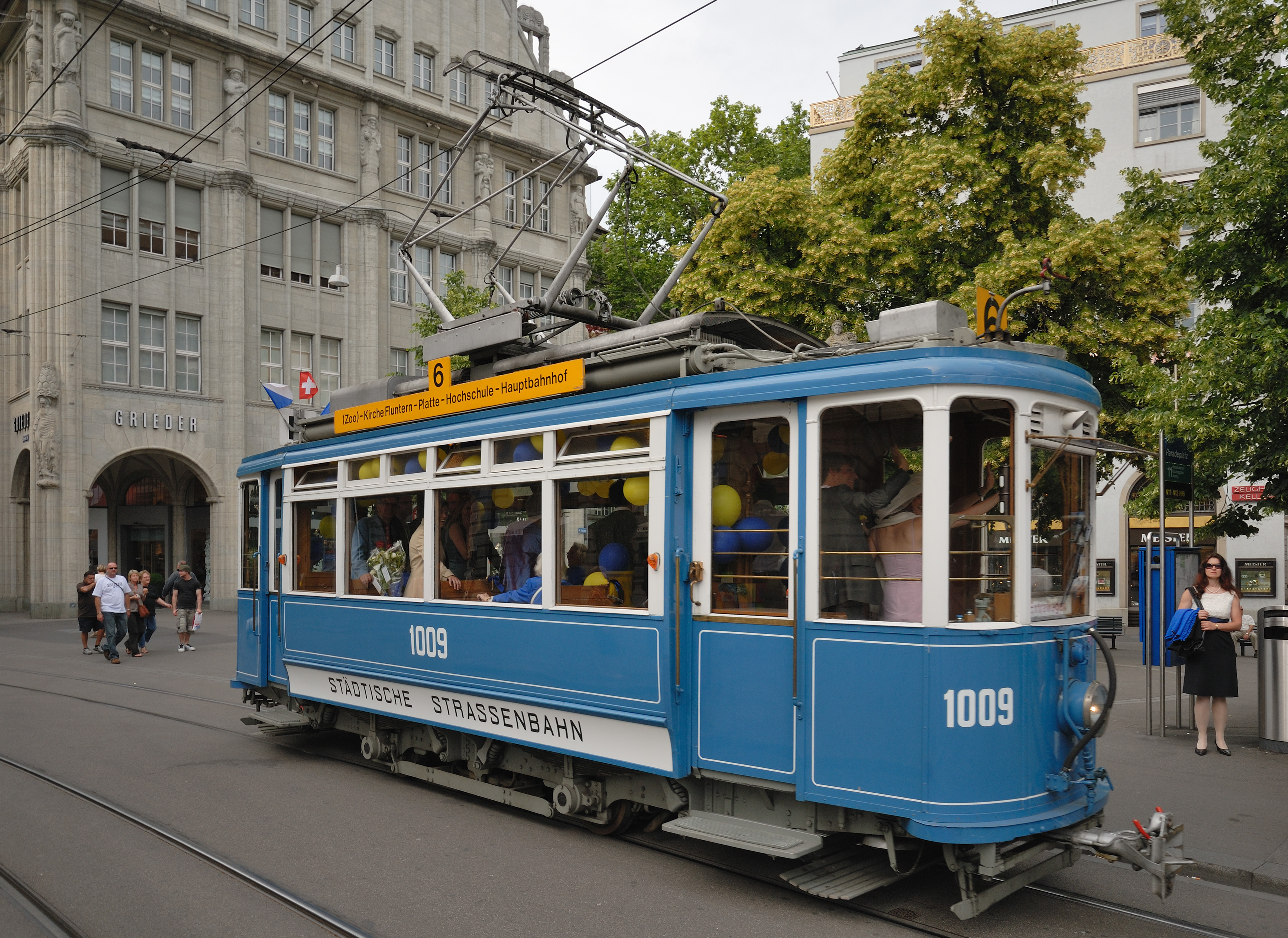
Исторический музейный вагон на Парадплац

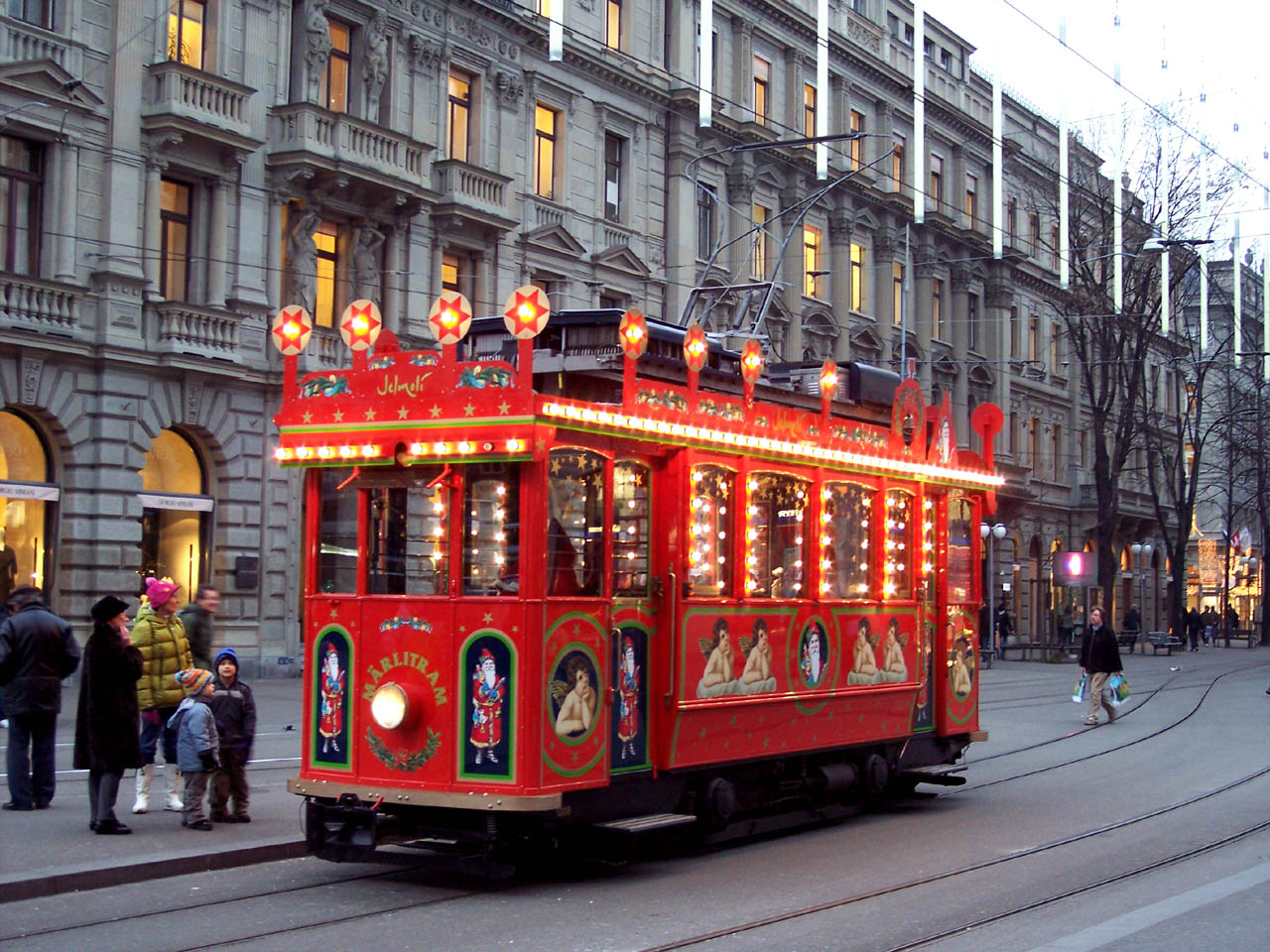
Рождественский вагончик Мерлитрам

Кроме пассажирских, в трамвайном хозяйстве Цюриха имеются различные исторические (музейные), служебные и грузовые вагоны. Каждый год в преддверии Рождества на линию выходит празднично украшенный старинный вагончик Märlitram. Также имеется вагон, оборудованный кухней и используемый как передвижной ресторан на колесах.

## Инфраструктура

### Организация движения
Цюрихский трамвай отличается идеальной организацией движения. Практически все маршруты (кроме 10) являются диаметральными — это значит, что они соединяют два относительно противоположных района города, проходя через его исторический центр. На всех маршрутах действует тактовое расписание, соблюдаемое с точностью до 1 минуты. Трамваи работают примерно с 5 часов утра до 1 часа ночи. Интервал движения на большинстве маршрутов составляет около 5 минут в рабочие дни и около 10 минут — в выходные и праздничные (поздним вечером интервалы увеличиваются).
Продажа проездных билетов осуществляется в автоматах, имеющихся на каждой остановке, и в специальных билетных кассах, расположенных на крупных пересадочных узлах. На трамваях Цюриха действует единая система проездных билетов для всего кантона Цюрих. Также действуют проездные билеты, действительные на всей территории Швейцарии. Почти вся трамвайная сеть расположена в пределах внутренней городской тарифной зоны Цюриха. Единственным исключением является линия маршрута 10, ведущая в аэропорт Цюриха.

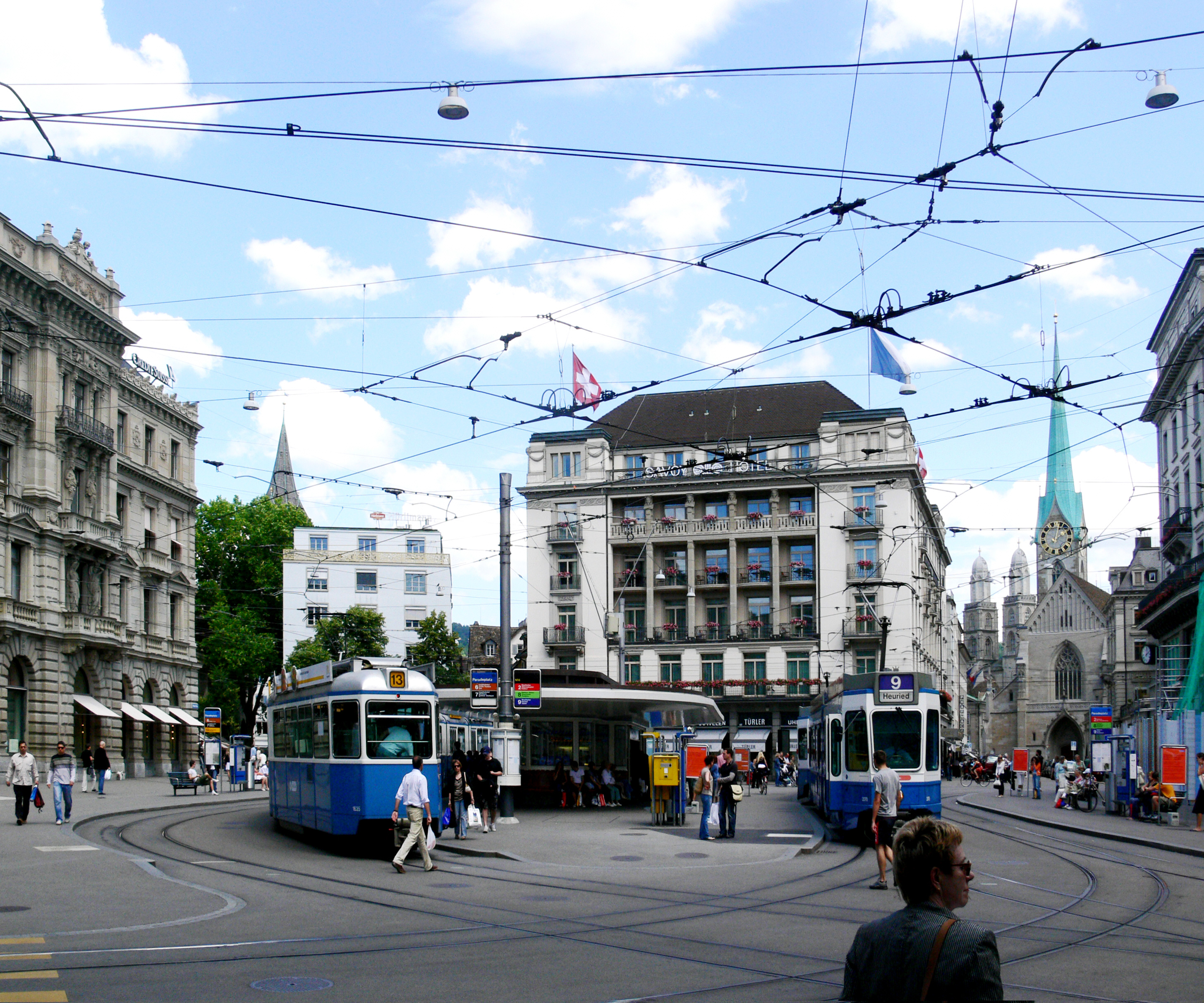
Остановка Парадплац — крупный трамвайный пересадочный узел в самом центре Цюриха

### Остановки и конечные станции
На каждой трамвайной остановке имеются специальные посадочные платформы в один уровень с низким полом современных вагонов типа «Кобра», облегчающие посадку и высадку инвалидов в колясках. Многие остановки (например, Paradeplatz, Central, Bellevue) представляют собой весьма сложные пересадочные узлы с несколькими платформами для различных направлений движения трамваев. Почти все остановки оборудованы электронными табло, постоянно показывающими время, остающееся до прибытия 4 ближайших маршрутов в каждом направлении согласно расписанию.
Все конечные станции представляют собой разворотные кольца, так как используется только односторонний подвижной состав. В некоторых местах (например, на кольце Zoo) разворот организован по часовой стрелке, с самопересечением путей на кольце.

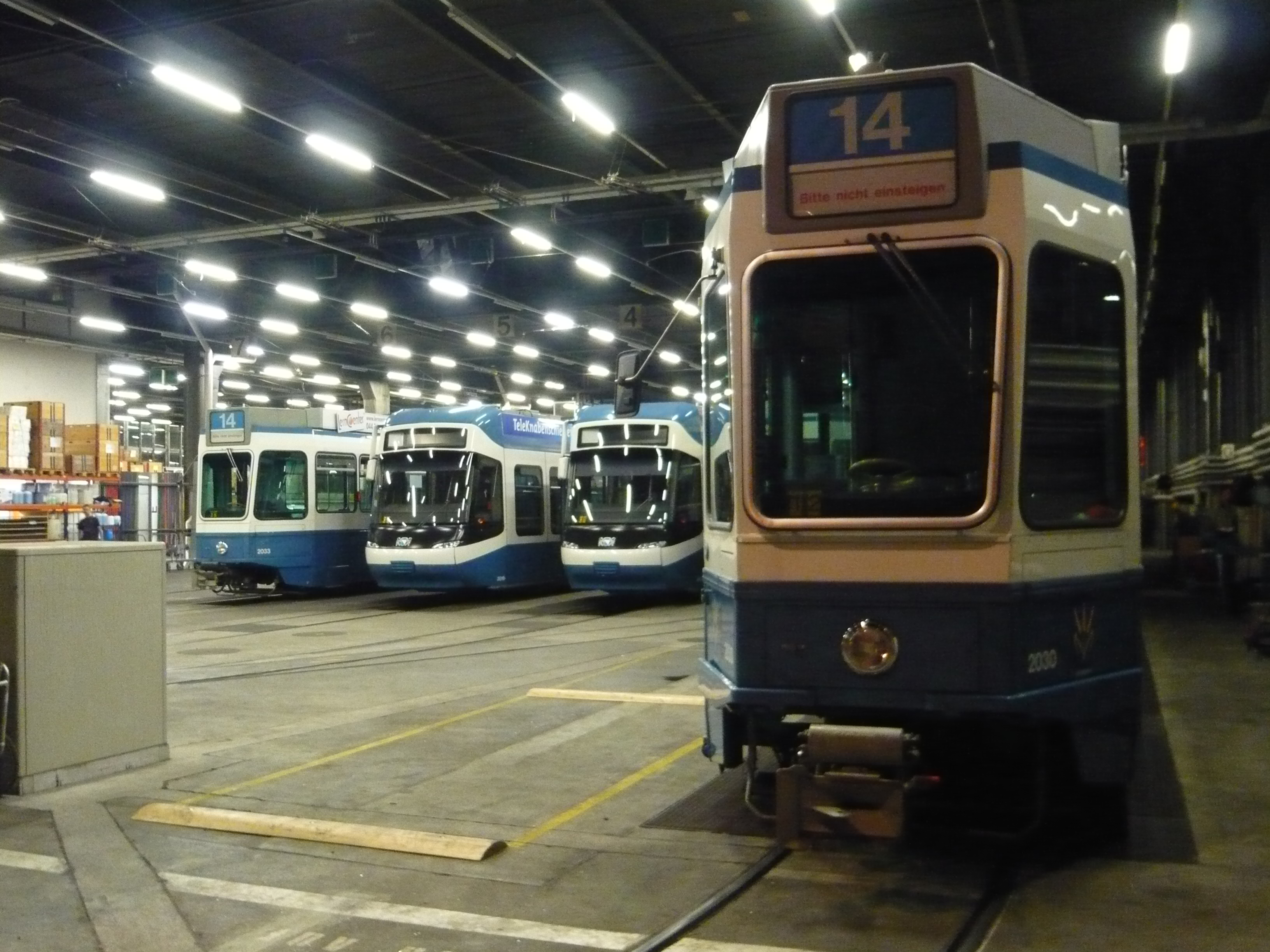
В трамвайном депо Калкбрейт

### Трамвайные депо
С 1997 года в Цюрихе эксплуатируются 5 трамвайных депо — Hard, Irchel, Kalkbreite, Oerlikon и Wollishofen. Два из них используются только для отстоя вагонов, не осуществляя их обслуживания — это депо Hard (с 2008 года) и Wollishofen (с 1998 года). С реализацией проекта Glattalbahn депо Oerlikon расширено и модернизировано для принятия вагонов предприятия VBG (окончание работ — в 2010 году). Ремонт вагонов осуществляется в центральных мастерских предприятия VBZ в Altstetten.
Бывшее депо Wartau долгое время использовалось трамвайным музеем Цюриха для содержания исторических вагонов. В мае 2007 года музей переехал в закрытое ещё в 1997 году и после этого специально переоборудованное депо Burgwies, а депо Wartau с тех пор служит для ремонта и реставрации музейного подвижного состава.

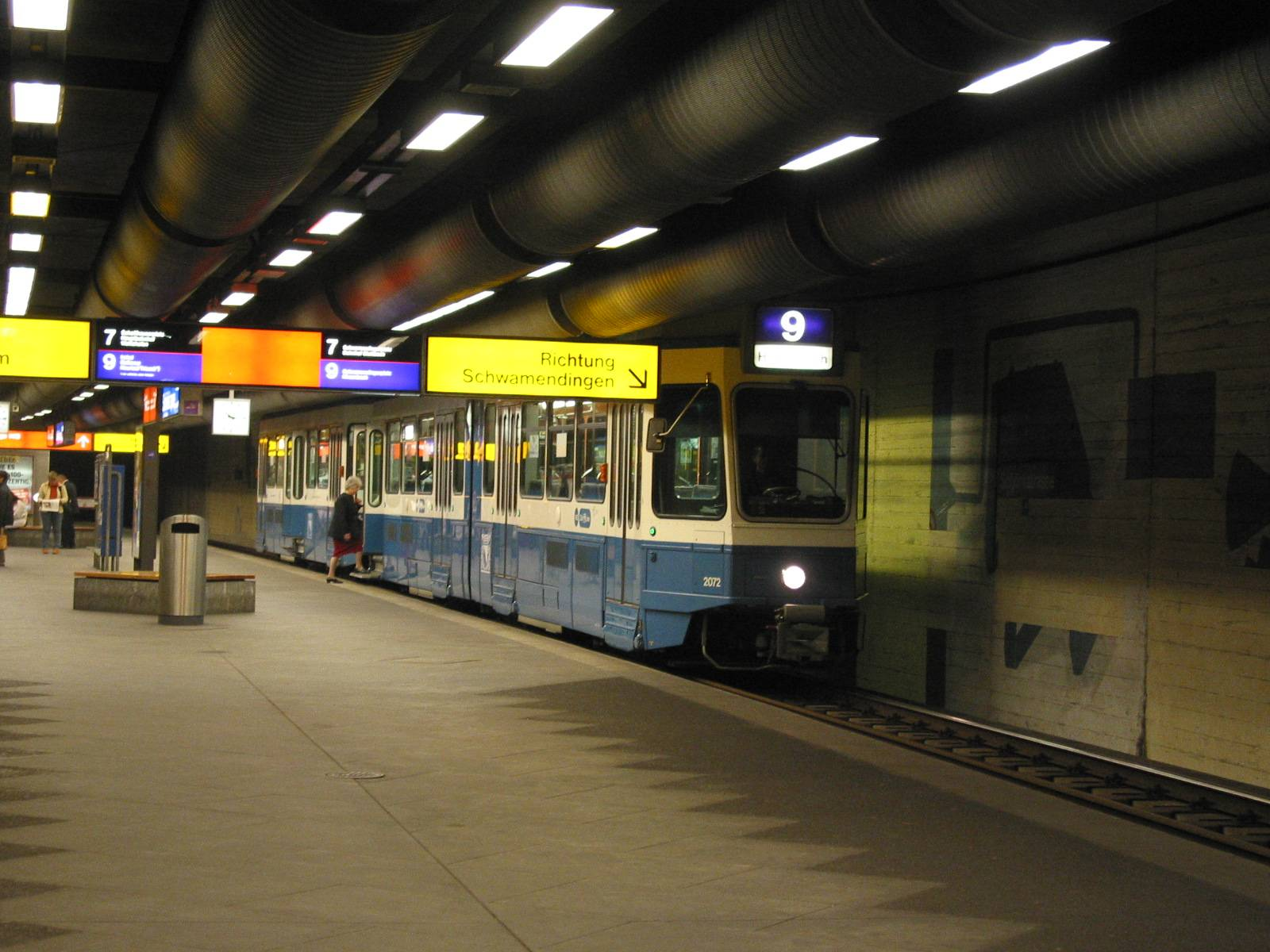
Вагон типа «Трам 2000» в тоннеле

### Трамвайный тоннель
В состав цюрихской трамвайной системы входит тоннель протяженностью 2 км между остановками Schwamendinger Platz и Milchbuck. Он был построен в 1971 году для планировавшегося тогда метрополитена, проект строительства которого был отклонён гражданами на референдуме в 1973 году. Оставшийся неиспользуемым тоннель в 1986 году был приспособлен под трамвайную линию, и на ней работают маршруты 7 и 9.
В этом тоннеле организовано левостороннее движение трамваев, так как находящиеся в нём три остановки имеют «островные» посадочные платформы (подобную станциям метрополитена), в то время как двери у вагонов находятся справа. После въездов в тоннель трамвайные пути противоположных направлений крестообразно пересекаются в разных уровнях.

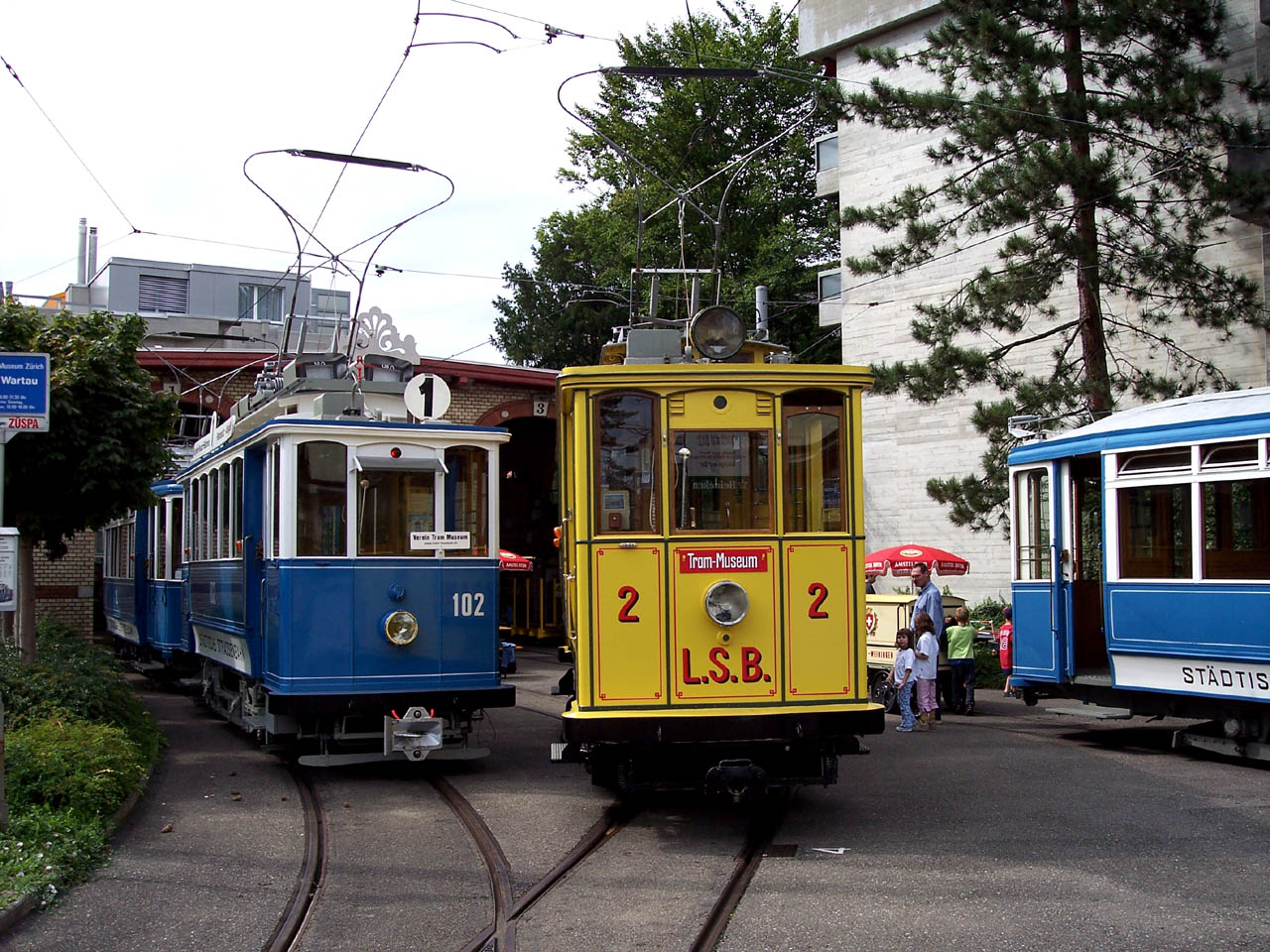
Исторические музейные вагоны возле депо Wartau

## Трамвайный музей
Цюрихский трамвайный музей был основан в 1967 году. С 2007 года его постоянная экспозиция расположена в бывшем трамвайном депо Burgwies. Музей имеет большое количество вагонов исторического подвижного состава Цюриха и пригородов, большинство из которых на ходу и способно совершать поездки по городу. Эти вагоны используются на музейном маршруте 21, а также для проведения экскурсионных или заказных рейсов.

## Другие родственные виды рельсового транспорта в Цюрихе

### Пригородный трамвай
- S17: Wohlen — Bremgarten — Dietikon (маршрут обслуживается компанией BDWM, его линия не соединена с городской трамвайной системой)
- S18: Esslingen — Egg — Forch — Zollikerberg — Rehalp — Kreuzplatz — Bhf. Stadelhofen (маршрут обслуживается компанией Forchbahn, его линия частично использует городские трамвайные пути на участке от остановки Rehalp до конечной станции Bhf. Stadelhofen)

### Фуникулёр
- 23 (Seilbahn Rigiblick): Rigiplatz — Rigiblick
- 24 (Polybahn): Central — Polyterrasse

### Зубчатая железная дорога
- 25 (Dolderbahn): Römerhof — Grand Hotel Dolder